# Opogona dimidiatella
Opogona dimidiatella är en fjärilsart som beskrevs av Philipp Christoph Zeller 1853. Opogona dimidiatella ingår i släktet Opogona och familjen äkta malar. Inga underarter finns listade i Catalogue of Life.